# Bangia
Bangia Lyngbye, 1819, segundo o sistema de classificação de Hwan Su Yoon et al. (2006), é o nome botânico de um gênero de algas vermelhas pluricelulares da família Bangiaceae.

## Sinonímia
- Conferva Linnaeus, 1753
- Bangiella Gaillon, 1833
- Diadenus Palisot de Beauvois ex O. Kuntze, 1891

## Espécies
- Bangia atropurpurea (Roth) C. Agardh, 1824
- Bangia ciliaris Carmichael, 1833
- Bangia enteromorphioides E.Y. Dawson, 1953
- Bangia fusco-purpurea (Dillwyn) Lyngbye, 1819
- Bangia gloiopeltidicola Tanaka, 1950
- Bangia halymeniae M.J. Wynne, 1993
- Bangia lutea J. Agardh, 1842
- Bangia simplex A.H.S. Lucas, 1935
- Bangia tanakai Pham-Hoàng Hô, 1969
- Bangia vermicularis Harvey, 1853
- Bangia yamadae Tanaka, 1944
- Bangia micans (Lyngb.) Cleve, 1894